# Mark Zakharov
Pour les articles homonymes, voir Zakharov.
Mark Anatolievitch Zakharov (en russe : Марк Анатольевич Захаров) est un scénariste et réalisateur soviétique puis russe né le 13 octobre 1933 à Moscou (RSFS de Russie, URSS) et mort le 28 septembre 2019 dans la même ville.

## Biographie
Diplômé de l'Académie russe des arts du théâtre  en 1955, Mark Zakharov devient acteur du Théâtre dramatique de l'oblast de Perm. L'occasion de faire sa première expérience de la mise en scène se présente pour lui au théâtre amateur de l'université d'État de Perm en 1956. Il rentre à Moscou en 1959 et travaille au Théâtre dramatique Nicolas Gogol, au Théâtre des miniatures (1960-1964), puis au Théâtre des étudiants de l'université d'État de Moscou où les adaptations comme La Résistible Ascension d'Arturo Ui  de Brecht et Le Dragon d'Evgueni Schwartz font sa renommée.
En 1965, il est metteur en scène du Théâtre de la Satire de Moscou où il adapte Un emploi lucratif d'Alexandre Ostrovski  qui rencontre un immense succès ainsi que d'autres parmi lesquels Réveille-toi et chante de Gyárfás Miklós, qui en 1974 sera filmé pour la télévision. En 1973, Zakharov prend la direction du Théâtre du Lenkom. Il modernise le répertoire avec notamment Till l'Espiègle (1974), L’Étoile et la mort de Joaquin Murieta (1976) et l'opéra rock mythique d'Alexeï Rybnikov Junon et Avos qui sera présenté à Paris et à New-York grâce à Pierre Cardin[réf. souhaitée]. En 1989, son adaptation de sa pièce Pominalnaïa molitva de Grigori Gorine crée un événement dans la vie culturelle russe marquée par la perestroïka. Le spectacle sera filmé pour la télévision en 1993 et intégré dans le répertoire de nombreuses compagnies théâtrales. Le jour de son 75e anniversaire l'artiste reçoit les félicitations du président russe Dmitri Medvedev qui se rend personnellement au Lenkom et lui remet à cette occasion l'ordre du Mérite pour la Patrie.

### Vie privée
- Épouse : Nina Tikhonovna Lapchinova (1932-2014), actrice.
- Fille : Alexandra Zakharova (née le 17 juin 1962), actrice du Théâtre du Lenkom.

## Filmographie sélective

### Comme scénariste
- 1966 : Gegma da regveni
- 1973 : La Terre de Sannikov (Zemlia Sannikova)
- 1977 : Les Douze Chaises (12 stouliev), série télévisée
- 1978 : Un miracle ordinaire (Obyknovennoïe tchoudo), téléfilm
- 1987 : J'ai l'honneur (Tchest imeou)
- 1988 : Le Prisonnier du château d'If (Ouznik zamka If)
- 1988 : Tuer un dragon (Oubit drakona)

### Comme réalisateur
- 1972 : Arrêt du train - deux minutes (ru) coréalisé avec Aleksandr Sergueïevitch Orlov (ru)
- 1974 : Réveille-toi et chante (Prosnis i poï) (TV)
- 1977 : Les Douze Chaises (12 stouliev),, série télévisée
- 1978 : Un miracle ordinaire (Obyknovennoïe tchoudo), téléfilm
- 1979 : Ce même Münchausen (Tot samyi Munchausen), téléfilm
- 1983 : La maison que Swift a construite (ru) (Dom, kotoryi postroïl Swift), téléfilm
- 1984 : La Formule de l'amour (Formoula lioubvi), téléfilm
- 1988 : Tuer le dragon (Oubit drakona)